# Langlo River
Langlo River är ett vattendrag i Australien. Det ligger i delstaten Queensland, omkring 700 kilometer väster om delstatshuvudstaden Brisbane.
Omgivningarna runt Langlo River är i huvudsak ett öppet busklandskap. Trakten runt Langlo River är nära nog obefolkad, med mindre än två invånare per kvadratkilometer. Genomsnittlig årsnederbörd är 486 millimeter. Den regnigaste månaden är januari, med i genomsnitt 103 mm nederbörd, och den torraste är april, med 4 mm nederbörd.